# Colubrina glandulosa
Colubrina glandulosa (Perkins) é uma planta da família das Rhamnaceae. Atinge de 10 a 20 metros de altura, sendo morfologicamente variável. Floresce em grande parte do ano, mas mais intensamente em outubro-dezembro, dando frutos principalmente em dezembro-fevereiro. Ocorre do Ceará ao Rio Grande do Sul em ambientes de encosta pluvial atlântica e floresta latifoliada semidecídua. Seus nomes populares são sobrasil, saguaraji, sabiá-da-mata, falso-pau-brasil ou saguari.